# S2W (原子炉)
S2W（S2W Submarine Thermal Reactor）はアメリカ海軍の原子力艦艇向け発電・推進用原子炉である。当初はSTR (Submarine Thermal Reactor) と命名されていた:35/280。
型式名のS2Wは以下のような意味である。
- S = 潜水艦用
- 2 = 設計担当メーカにおける炉心設計の世代
- W = 設計担当メーカ（ウェスチングハウス）

S2Wは原型炉であるS1Wを艦載用に小改修したもので、原潜ノーチラスに搭載された。熱出力は70MWt、軸出力は13,400軸馬力 (10.0 MW) であった:38/280。
ノーチラスの退役後、原子炉設備は撤去された。艦体は現在 博物館船としてコネチカット州グロトンにあるニューロンドン海軍潜水艦基地に係留・展示されている。

## S2Wa
ノーチラスの建造プログラムでは、原子炉を3基製造することになっていた。1基は陸上での研究・試験用原型炉 (S1W)、もう1基は艦載用実用炉 (S2W)、残りの1基は予備であった。ノーチラスと前後して、ノーチラスの加圧水型原子炉とは異なる方式として、液体金属冷却炉を試行したシーウルフ (SSN-575) は、搭載したS2Gの冷却材であるナトリウムに伴う問題が絶えず:79。その後もナトリウムに関連する問題が続き:79、性能面でも期待されていた水準に到達できなかったため:79、早期に見限られてノーチラス用の予備の原子炉（S2Waの型式名が与えられた:43-44,63,73/280）と交換することになり:43-44,63,73/280。これに伴って、シーウルフの蒸気タービンのブレードは過熱水蒸気用から飽和水蒸気用に交換された:43-44/280。